# Thunovský palác
Thunovský palác (někdejší Roupovský dům) je památka a budova, kde zasedá Poslanecká sněmovna Parlamentu České republiky, nacházející se v Praze na Malé Straně v ulici Sněmovní 176/4. Palác je od roku 1964 kulturní památkou, zároveň je i součástí národní kulturní památky nazývané sídlo Parlamentu České republiky.

## Historie

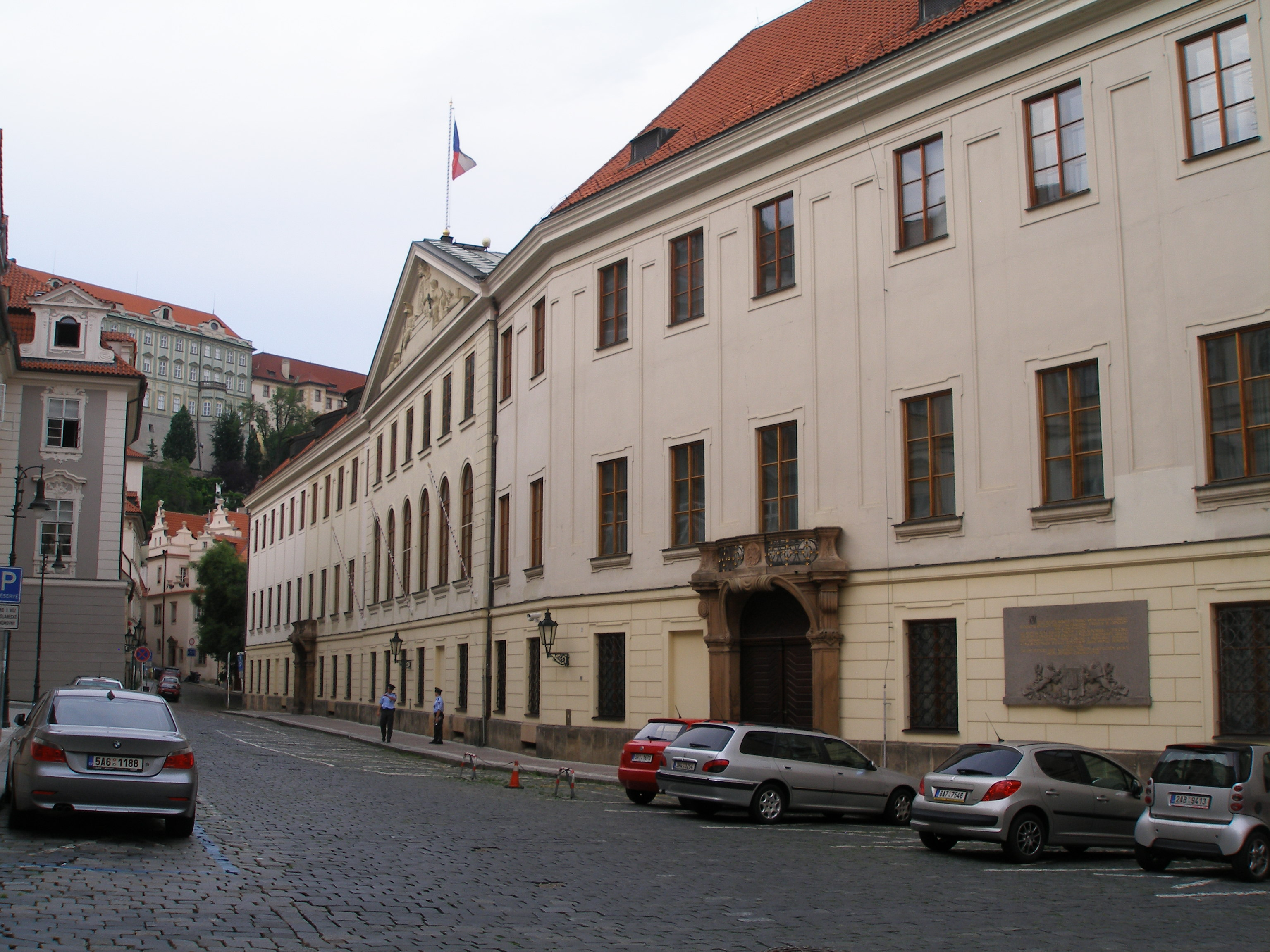
Thunovský palác ve Sněmovní ulici v Praze

Původní Roupovský dům Jana z Roupova v roce 1650 koupila hraběnka Markéta Anna Thunová.
V letech 1662 a 1694 Thunové získali další dva objekty v sousedství. Během přestavby těchto objektů vznikl i dnešní hlavní jednací sál Poslanecké sněmovny Zemského sněmu Království českého.
Od roku 1779 zde provozovala italská operní společnost Pascala Bondiniho divadlo, které prý navštívil i Josef II., budova však v roce 1794 vyhořela.
V roce 1801 hraběnka Anna Marie Thunová palác prodala českým stavům a následně proběhla klasicistní přestavba pro potřeby Zemského sněmu. Palác původně upravený především pro stavovské kanceláře sloužil od roku 1861 jako sněmovna. V roce 1903 byl Thunovský palác propojen s vedle stojícím palácem Smiřických, který také využíval parlament.
14. listopadu 1918 byla v paláci na prvním zasedání Revolučního národního shromáždění vyhlášena samostatnost Československa a Tomáš Garrigue Masaryk zvolen prezidentem. Poté zde zasedal senát, poslanecká sněmovna v té době zasedala v Rudolfinu.
V letech 1936–1940 proběhla další přestavba paláce. V 50. a  60. letech 20. století zde sídlila některá ministerstva. V letech 1968–1992 se palác stal sídlem České národní rady, která se po rozdělení Československa přetransformovala na Poslaneckou sněmovnu České republiky.
Od roku 1993 v paláci zasedá Poslanecká sněmovna Parlamentu ČR.

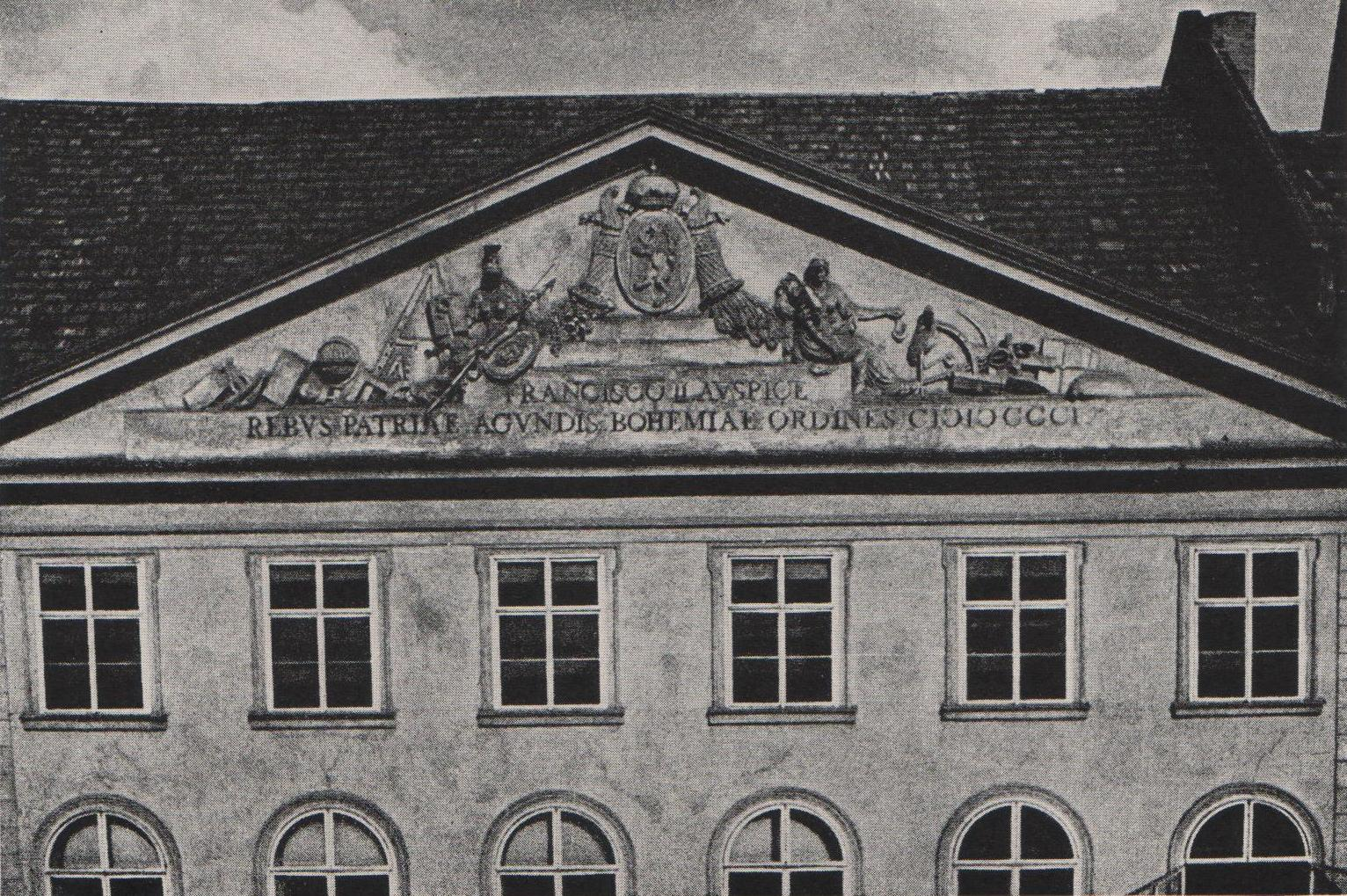
Thunovský palác v době sídla Českého zemského sněmu.

Motto zobrazené ve štítě před vznikem republiky v roce 1918 znělo: "FRANCISCO II. AVSPICE REBVS PATRIAE AGVNDIS BOHEMIAE ORDINES MDCCCI". V pozdějších úpravách po vzniku republiky byl nahrazen mottem dnešním: "SALVUS REI PUBLICAE SVPREMA LEX ESTO" (blaho státu budiž nejvyšším zákonem).